# Omicidi di Atlanta del 1979-1981
Gli omicidi di Atlanta del 1979-1981, a volte chiamati omicidi dei bambini di Atlanta, furono una serie di omicidi commessi ad Atlanta, in Georgia, tra il luglio del 1979 e il maggio del 1981. Nel corso dei due anni, sono state uccise almeno 28 persone tra bambini, adolescenti e adulti, tutti afroamericani.
Wayne Williams, afroamericano originario di Atlanta e ventitreenne al momento dell'ultimo omicidio, fu arrestato, processato e condannato per due degli omicidi di adulti e condannato a due ergastoli. La polizia ha successivamente attribuito un certo numero di omicidi a Williams, anche se - non essendo stato formalmente accusato di nessuno di questi crimini - Williams non è stato condannato per nessuno di questi reati. Tuttavia, dopo il suo arresto le uccisioni sono cessate. Nel marzo 2019 la polizia di Atlanta, sotto l'ordine del sindaco Keisha Lance Bottoms, ha riaperto i casi nella speranza che le nuove tecnologie in campo investigativo potessero portare a una condanna.

## Omicidi
1979
- A metà 1979, Edward Hope Smith (soprannominato "Teddy") e Alfred Evans (soprannominato "Q"), entrambi di 14 anni, scomparvero a distanza di quattro giorni. (Terry Pue, scomparso nel 1981, viveva nello stesso stabile di Smith.) I loro corpi furono rinvenuti il 28 luglio in un'area boschiva;[1] Smith era stato ucciso con un colpo di pistola calibro .22 alla schiena. Sono ritenute le prime vittime dell'assassino di bambini di Atlanta.
- Il 4 settembre, il quattordicenne Milton Harvey scomparve mentre si stava recando in banca per conto di sua madre. Era in sella a una bicicletta gialla che venne ritrovata una settimana dopo in una zona decentrata di Atlanta. Il suo cadavere non fu scoperto fino al novembre seguente.
- Il 21 ottobre, Yusuf Bell, 9 anni, era andato a comprare del tabacco da fiuto per conto di una vicina, Eula Birdsong, al negozio Reese Grocery di McDaniel Street. Un testimone disse di aver visto Yusuf salire su un'auto blu all'incrocio tra McDaniel e Fulton Street. Il suo corpo venne trovato l'8 novembre nei pressi di una scuola abbandonata, da un passante che cercava un luogo appartato per urinare. Il bambino era stato colpito due volte alla testa, e poi strangolato.

1980
- Il 4 marzo 1980 scomparve la prima vittima di sesso femminile, la dodicenne Angel Lanier. Aveva lasciato la casa dei genitori verso le quattro del pomeriggio, e fu vista per l'ultima volta a casa di un'amica mentre guardava in televisione la sitcom Sanford and Son. Il suo cadavere fu scoperto sei giorni dopo, legato con del cavo elettrico a un albero nei boschi presso Campbellton Road, con addosso gli stessi vestiti con i quali era scomparsa, ma con un paio di mutandine, non sue, infilate in bocca. La causa di morte era lo strangolamento.[2]
- 11 marzo, Jeffrey Mathis, 11 anni, scompare mentre sta facendo delle commissioni per sua madre. Al momento della scomparsa indossava pantaloni grigi di una tuta da jogging, scarpe marroni, e una maglietta bianca e verde. Mesi dopo una ragazza disse di averlo visto salire su una macchina con a bordo un bianco e un nero. Il corpo di Jeffrey Mathis venne ritrovato in una zona boschiva periferica 11 mesi dopo. A causa dello stato di decomposizione non fu possibile risalire alle cause della morte.
- Il 18 maggio scomparve il quattordicenne Eric Middlebrooks. Fu visto per l'ultima volta mentre rispondeva al telefono a casa sua per poi uscire di fretta per andare a riparare la sua bicicletta. Il suo cadavere venne rinvenuto il giorno dopo accanto alla sua bici nel garage di un bar di Atlanta. Era stato pugnalato a braccia e torace e ucciso con un forte colpo alla testa. Qualche settimana prima della sua morte, Middlebrooks aveva testimoniato contro tre delinquenti giovanili in un caso per rapina.
- Il 9 giugno il dodicenne Christopher Richardson scomparve da una piscina locale. Fu visto per l'ultima volta in un centro ricreativo a Midway Park nella contea di DeKalb. Indossava pantaloncini blu, una maglietta azzurra, e scarpe da tennis blu. Venne trovato morto in gennaio, con addosso un costume da bagno non suo, insieme al corpo di un'altra vittima successiva, Earl Terrell. La causa di morte di Richardson non è stata mai determinata.
- Il 22 giugno, LaTonya Wilson di anni 7, scomparve dalla casa dei genitori. Secondo un testimone, sembra che sia stata rapita da due uomini, uno dei quali si sarebbe introdotto in casa da una finestra, mentre il complice aspettava nel parcheggio. Il 18 ottobre il corpo della Wilson fu trovato in un'area recintata alla fine di Verbena Street in Atlanta. A causa della decomposizione avanzata, non fu possibile stabilire la causa del decesso.
- Il giorno successivo, 23 giugno, Aaron Wyche, 10 anni, scomparve dopo essere stato visto nei pressi di un negozio di alimentari, mentre saliva su una Chevrolet blu con a bordo una o due persone di colore. Una donna testimone disse di aver visto Wyche insieme a un maschio afroamericano di circa trent'anni con baffi e pizzetto. Alle sei pomeridiane, Wyche fu visto per l'ultima volta in un centro commerciale. Il giorno dopo, il suo cadavere venne rinvenuto sotto un ponte; la causa di morte ufficiale fu stabilita in asfissia causata dalla rottura del collo in seguito a una caduta.
- Nel luglio 1980, altri due bambini neri, Anthony Carter e Earl Terrell, furono uccisi.
- Tra l'agosto e il novembre 1980, si ebbero ulteriori cinque omicidi. Tutte le vittime erano bambini afroamericani, di età compresa tra i 7 e i 14 anni, la maggior parte morti per soffocamento.

1981
- La prima vittima del 1981 fu Lubie Geter, scomparso il 3 gennaio. Il cadavere venne trovato il 5 febbraio.
- Un amico di Geter, Terry Pue, scomparve anche lui in gennaio. Una telefonata anonima alla polizia disse dove trovare il corpo.[3]
- Tra febbraio e marzo 1981, furono rinvenuti altri sei corpi, presumibilmente collegati ai precedenti omicidi. Tra di essi c'era il cadavere di Eddie Duncan, prima vittima adulta.
- In aprile furono uccisi Larry Rogers (20 anni), John Porter (28 anni) e Jimmy Ray Payne (22 anni). Porter e Payne erano ex detenuti recentemente usciti di prigione.
- Il 12 maggio 1981, gli agenti dell'FBI trovarono il corpo del diciassettenne William "Billy Star" Barrett su un marciapiede in una zona boscosa vicino a casa sua. Un testimone, il trentaduenne Harold Wood, custode della Southwest High School, era rimasto senza benzina circa a un miglio dalla scena del crimine. Egli descrisse un uomo di colore, a bordo di una Cadillac bianca e blu, che osservava il luogo dove sarebbe poi stato rinvenuto il cadavere.
- Durante la fine del maggio 1981, scomparve il ventisettenne Nathaniel Cater. Fu visto per l'ultima volta da un giardiniere di nome Robert I. Henry all'ingresso del Rialto Theatre di Atlanta, mano nella mano con un uomo di colore che sarebbe poi stato identificato come Wayne Williams. Il suo cadavere venne rinvenuto il giorno dopo.
- Il detective Chet Dettlinger creò una mappa dei luoghi del ritrovamento delle vittime. Nonostante le differenze di età, tutte le vittime erano state trovate entro gli stessi parametri geografici, tra Memorial Drive ed altre undici maggiore strade della zona.

## Indagini e cattura del sospettato
Durante la lunga serie di omicidi, più di 100 agenti lavorarono al caso. La città di Atlanta impose coprifuochi, e i genitori ritirarono i figli dalle scuole proibendo loro di uscire a giocare in strada.
La copertura mediatica del caso fu massiccia, e l'FBI predisse che il killer avrebbe gettato il cadavere della sua prossima vittima in un fiume per cancellare ogni possibile prova. La polizia presidiò circa una dozzina di ponti nell'area, inclusi quelli sul fiume Chattahoochee. Durante un appostamento il 22 maggio 1981, un agente sentì un forte tonfo in acqua dietro a un ponte. Un altro poliziotto vide una Chevrolet station wagon bianca che faceva inversione di marcia e si allontanava in fretta dal ponte.
Due agenti fermarono il veicolo sospetto circa a mezzo miglio dal ponte. Il guidatore era il ventitreenne Wayne Williams, presunto compositore musicale e fotografo freelance. La Chevrolet era intestata ai suoi genitori. Peli di cane e fibre di tappeto rinvenuti nel retro dell'auto furono poi utilizzati come prove contro Williams, in quanto fibre simili erano state ritrovate su alcuni dei cadaveri delle vittime. Durante l'interrogatorio, Williams disse che si stava recando a un'audizione di una cantante, tale Cheryl Johnson, nella vicina cittadina di Smyrna. La polizia non trovò nessuna evidenza dell'appuntamento in questione.
Due giorni dopo, il 24 maggio, il corpo nudo di Nathaniel Cater, 27 anni, riaffiorò dal fiume a poche miglia di distanza dal ponte dove la polizia aveva visto la station wagon di Williams. Basandosi su questa prova, la polizia arrivò alla conclusione che Williams avesse ucciso Cater e gettato il corpo nel fiume.
Gli investigatori notarono nell'auto di Williams un paio di guanti e corde di nylon sul sedile del passeggero. La corda sembrava molto simile a quella utilizzata per legare Cater ed altre vittime del "killer di Atlanta". Come ulteriore aggravante alla sua posizione, Williams era noto nel suo quartiere per fare provini a giovani afroamericani dagli 11 ai 21 anni per il progetto di un nuovo gruppo canoro chiamato "Gemini". L'FBI sottopose Williams alla macchina della verità, e il sospettato fallì il test, ma i risultati non poterono essere presentati come prove durante il processo.
Fibre di un tappeto a casa di Williams furono prelevate per confrontarle con quelle trovate addosso a due vittime. Infine, il testimone Robert Henry affermò di aver visto Williams passeggiare mano nella mano con Nathaniel Cater la notte della sua sparizione.
Il 21 giugno 1981, Williams fu arrestato. Il grand jury lo incriminò per due imputazioni di omicidio di primo grado, quelli di Nathaniel Cater e Jimmy Ray Payne. La data del processo fu fissata per i primi mesi del 1982.
Quando venne ufficialmente divulgata la notizia dell'arresto di Williams (il suo status di sospettato era già circolata sui media), l'agente dell'FBI John E. Douglas dichiarò che il suo profilo corrispondeva "a quello dell'assassino di una buona percentuale delle vittime". Douglas aveva in precedenza rilasciato un'intervista alla rivista People dove aveva affermato che il killer di Atlanta era presumibilmente un individuo afroamericano di sesso maschile, tra i venti e i trent'anni di età.

## Processo e condanna
La giuria, composta da caucasici e afroamericani, venne scelta il 28 dicembre 1981. La selezione dei giurati durò sei giorni. Era formata da nove donne e tre uomini, di cui otto afroamericani e quattro caucasici.
Il processo si aprì il 6 gennaio 1982, presieduto dal giudice Clarence Cooper. La prova principale dell'accusa nei confronti di Williams era l'analisi delle fibre ritrovate sui cadaveri di Jimmy Ray Payne e Nathaniel Cater, e su quelli di altre 12 vittime (per le quali però al momento l'imputato non era indagato). C'erano poi le testimonianze di quanti avevano visto Williams in compagnia delle vittime, e altri testimoni che riferirono fosse abitudine di Williams pagare i ragazzini in cambio di "favori sessuali".
Il 27 febbraio 1982, la giuria dichiarò l'imputato colpevole di entrambi gli omicidi per i quali era stato incriminato. Williams fu condannato all'ergastolo da scontarsi presso il penitenziario Hancock State Prison di Sparta, Georgia.
Due giorni dopo la sua condanna al carcere a vita, la task force degli "omicidi dei bambini" di Atlanta si sciolse ufficialmente, annunciando che 23 dei 30 casi di omicidio nella lista potevano dirsi risolti con la cattura di Wayne Williams, anche se nessuna delle accuse era stata archiviata. Gli altri 7 casi ancora in sospeso, restarono aperti e furono trattati come normali casi di omicidio non collegati tra di loro.

## Sviluppi successivi
Nel maggio 2004, circa sei mesi dopo essere diventato capo della polizia della contea di DeKalb nel novembre 2003, Louis Graham propose di riaprire le indagini inerenti ai cinque omicidi del "killer di Atlanta" avvenuti nella contea di sua competenza: Aaron Wyche di anni 10, Curtis Walker di anni 13, Yusuf Bell di anni 9, William Barrett di anni 17 e Patrick Baltazar di anni 11. Graham, uno degli investigatori originali dei casi, disse di dubitare che Wayne Williams fosse il colpevole. Il 21 giugno 2006, la polizia della contea di DeKalb respinse la sua richiesta di riapertura delle indagini. Dopo aver dato le dimissioni, Graham fu rimpiazzato da Nick Marinelli, che dichiarò come non sussistessero le circostanze per una riapertura ufficiale delle indagini, preferendo dare la precedenza ad altri casi rimasti irrisolti.
Il 6 agosto 2005, la stampa riportò la notizia che Charles T. Sanders del Ku Klux Klan aveva lodato gli omicidi dei neri di Atlanta in una conversazione privata registrata di nascosto. Anche se Sanders non fu messo sotto inchiesta, gli avvocati di Williams credettero di vedere uno spiraglio per il riesame del caso del loro assistito. Un giudice federale respinse anche questa istanza il 17 ottobre 2006.
John E. Douglas disse che sebbene ritenesse Williams l'esecutore materiale di molti degli omicidi, non pensava fosse l'autore di tutti gli omicidi. Douglas aggiunse di credere che le autorità di Atlanta fossero a conoscenza dell'esistenza di più di un killer, dichiarando in maniera criptica: «Non c'è stato un singolo assassino, e la verità non è piacevole».
Il 29 gennaio 2007, il procuratore distrettuale dello Stato della Georgia acconsentì a far eseguire il test del DNA sul pelo di cane rinvenuto sui corpi di alcune delle vittime. La decisione venne presa in risposta agli esposti legali presentati dagli avvocati di Williams nella speranza di una revisione del processo.
Il 26 giugno 2007, i risultati del test del DNA dimostrarono che i peli rinvenuti sui corpi contenevano la stessa sequenza di DNA mitocondriale del cane appartenuto a Williams all'epoca degli omicidi. Tuttavia, la dottoressa Elizabeth Wictum, direttrice del laboratorio di analisi che eseguì il test, disse alla Associated Press che sebbene il risultato fosse "abbastanza significativo", non era possibile affermare senza possibilità di errore che i peli appartenessero al cane di Williams, perché il DNA mitocondriale, a differenza del DNA nucleare, non può essere dimostrato che appartenga ad un unico cane nello specifico.
Il 21 marzo 2019, il sindaco di Atlanta Keisha Lance Bottoms e il capo della polizia di Atlanta Erika Shields annunciarono che i funzionari avrebbero riesaminato nuovamente le prove degli omicidi, che saranno raccolte dal dipartimento di polizia di Atlanta, dal procuratore distrettuale della contea di Fulton e dall'ufficio investigativo della Georgia. In una conferenza stampa, il sindaco Bottoms ha dichiarato: «Potrebbe non esserci più nulla da esaminare. Ma penso che la storia ci giudicherà dalle nostre azioni e potremo dire che abbiamo provato».
Ad oggi, Wayne Williams continua a dichiararsi innocente. Tuttavia, dopo il suo arresto gli omicidi dei bambini di Atlanta cessarono.

## Vittime

### Minori
| Nome                   | Età | Data scomparsa    | Causa del decesso                 | Caso (status)                 |
| Edward Smith           | 14  | 21 luglio 1979    | Colpo di pistola alla schiena     | Irrisolto                     |
| Alfred Evans           | 13  | 25 luglio 1979    | Strangolamento                    | Attribuito a Williams; chiuso |
| Milton Harvey          | 14  | 4 settembre 1979  | Indeterminata                     | Irrisolto                     |
| Yusuf Bell             | 9   | 21 ottobre 1979   | Strangolamento                    | Attribuito a Williams; chiuso |
| Angel Lanier           | 12  | 4 marzo 1980      | Strangolamento                    | Irrisolto                     |
| Jeffery Mathis         | 11  | 11 marzo 1980     | Indeterminata                     | Irrisolto                     |
| Eric Middlebrooks      | 14  | 18 maggio 1980    | Trauma alla testa                 | Attribuito a Williams; chiuso |
| Christopher Richardson | 12  | 9 giugno 1980     | Strangolamento                    | Attribuito a Williams; chiuso |
| LaTonya Wilson         | 7   | 22 giugno 1980    | Indeterminata                     | Irrisolto                     |
| Aaron Wyche            | 10  | 23 giugno 1980    | Asfissia                          | Attribuito a Williams; chiuso |
| Anthony Carter         | 9   | 6 luglio 1980     | Pugnalate multiple                | Attribuito a Williams; chiuso |
| Earl Terrell           | 10  | 30 luglio 1980    | Asfissia                          | Attribuito a Williams; chiuso |
| Clifford Jones         | 12  | 20 agosto 1980    | Strangolamento                    | Attribuito a Williams; chiuso |
| Darron Glass           | 10  | 14 settembre 1980 | Indeterminata (corpo mai trovato) | Irrisolto                     |
| Charles Stephens       | 12  | 9 ottobre 1980    | Soffocamento                      | Attribuito a Williams; chiuso |
| Aaron Jackson          | 9   | 1º novembre 1980  | Asfissia                          | Attribuito a Williams; chiuso |
| Patrick Rogers         | 16  | 10 novembre 1980  | Trauma alla testa                 | Attribuito a Williams; chiuso |
| Lubie Geter            | 14  | 3 gennaio 1981    | Asfissia                          | Attribuito a Williams; chiuso |
| Terry Pue              | 15  | 22 gennaio 1981   | Strangolamento                    | Attribuito a Williams; chiuso |
| Patrick Baltazar       | 12  | 6 febbraio 1981   | Strangolamento                    | Attribuito a Williams; chiuso |
| Curtis Walker          | 13  | 19 febbraio 1981  | Asfissia                          | Attribuito a Williams; chiuso |
| Joseph Bell            | 15  | 2 marzo 1981      | Asfissia                          | Attribuito a Williams; chiuso |
| Timothy Hill           | 13  | 13 marzo, 1981    | Asfissia                          | Attribuito a Williams; chiuso |
| William Barrett        | 17  | 11 maggio 1981    | Strangolamento                    | Attribuito a Williams; chiuso |

### Adulti
| Nome             | Età | Data scomparsa | Causa del decesso  | Caso (status)                                   |
| Eddie Duncan     | 21  | 20 marzo 1981  | Strangolamento     | Attribuito a Williams; chiuso                   |
| Larry Rogers     | 20  | 22 marzo 1981  | Strangolamento     | Attribuito a Williams; chiuso                   |
| Michael McIntosh | 23  | 25 marzo 1981  | Asfissia           | Attribuito a Williams; chiuso                   |
| Jimmy Ray Payne  | 22  | 23 aprile 1981 | Asfissia           | Williams processato e condannato per il crimine |
| John Porter      | 28  | aprile 1981    | Pugnalate multiple | Attribuito a Williams; chiuso                   |
| Nathaniel Cater  | 27  | 22 maggio 1981 | Asfissia           | Williams processato e condannato per il crimine |

## Riferimenti nella cultura di massa
- Nel 1981 lo scrittore britannico Martin Amis pubblicò il libro The Killings in Atlanta per The Observer, in seguito inserito nell'antologia The Moronic Inferno: And Other Visits to America (1986).
- Nel 1982, Martin Pasko dedicò un numero del fumetto Swamp Thing alla "buona gente di Atlanta", scrivendo nella prefazione: "che essi possano lasciarsi l'orrore alle spalle... ma senza dimenticare". La storia del fumetto narra di un serial killer che uccide bambini nella città immaginaria di Pineboro, in Arkansas. L'assassino si rivela essere un demone che ha posseduto il presentatore televisivo "Uncle Barney" (una velata parodia di Fred Rogers). Mentre il demone alla fine viene scacciato e svanisce, la storia termina con una nota inquietante che critica le disuguaglianze sociali che hanno reso i bambini neri obiettivi così attraenti, così come i programmi televisivi per bambini che incoraggiano la cieca fiducia negli estranei.[18]
- Nel 1985 venne trasmessa la miniserie televisiva The Atlanta Child Murders che racconta la storia dei crimini e dell'arresto del sospettato. In essa recitano Calvin Levels, Morgan Freeman, James Earl Jones, Rip Torn, Jason Robards, Martin Sheen e Bill Paxton. La polizia di Atlanta criticò la miniserie, dichiarando che distorce la realtà dei fatti. Dopo una serie di negoziazioni, la CBS accettò di inserire un annuncio in sovrimpressione avvertendo gli spettatori che si tratta di una storia basata su fatti reali, ma con elementi di finzione narrativa.
- Nel 2000 il canale tv via cavo Showtime trasmise il film drammatico Who Killed Atlanta's Children? con James Belushi e Gregory Hines.
- Il 10 giugno 2010, andò in onda sulla CNN il documentario The Atlanta Child Murders, con interviste di Soledad O'Brien ad alcune delle persone coinvolte, incluso Wayne Williams. Il documentario della durata di due ore invitava gli spettatori a votare sul sito CNN.com se Williams fosse colpevole o innocente, oppure se non ci fossero abbastanza prove per giudicarlo. Il 68.6% votò che Williams era colpevole, il 4.3% che era innocente, e il 27.1% scelse che non c'erano prove certe.[19]
- Nella canzone The Ends del rapper Travis Scott sull'album Birds in the Trap Sing McKnight, André 3000 rappa circa gli omicidi di Atlanta.
- Nel gennaio 2018, il documentarista Payne Lindsey cominciò un podcast chiamato Atlanta Monster, dove parla degli omicidi intervistando alcuni famigliari delle vittime, agenti di polizia, e anche Wayne Williams.
- Nella seconda stagione della serie televisiva Mindhunter (2019), gli omicidi dei bambini di Atlanta sono una delle trame principali. La serie, incentrata sulla storia del dipartimento di scienze comportamentali dell'FBI, costruisce l'arco narrativo della seconda stagione sulla partecipazione dei due agenti Holden Ford e Bill Tench alle indagini di Atlanta.[20][21]
- The Atlanta Child Murders, un documentario in tre parti prodotto dalla Will Packer Productions, è stato trasmesso su Investigation Discovery nel marzo 2019.[22]